# Kampung Seraya
Kampung Seraya is een bestuurslaag in het regentschap Batam van de provincie Riau-archipel, Indonesië. Kampung Seraya telt 13.745 inwoners (volkstelling 2010).